# Asteronemertes commensalus
Asteronemertes commensalus är en djurart som tillhör fylumet slemmaskar, och som först beskrevs av Kyao 1954.  Asteronemertes commensalus ingår i släktet Asteronemertes och familjen Tetrastemmatidae. Inga underarter finns listade i Catalogue of Life.